# Ludwig Schwennhagen
Ludwig Schwennhagen (Império Austro-Húngaro, 1862 - Cândido Mendes, março de 1932) foi um professor, historiador e filologo austriaco radicado no Nordeste brasileiro. Tornou-se conhecido por defender a teoria da presença de fenícios no Brasil.

## Biografia
Nasceu  no Império Austríaco, por volta de 1862. 
Não se sabe exatamente quando emigrou para o Brasil, o seu primeiro registro em solo brasileiro é uma conferência proferida na Associação Comercial do Amazonas, em Manaus, ocorrida em 15 de agosto de 1910.
Em sua terra natal, participava ativamente da Sociedade de Geografia Comercial de Viena. Segundo registros, teria vindo ao Brasil, e aqui estudou ruínas do estado do Paiuí. Estabeleceu-se em Teresina, na primeira década do século XX.
Foi aluno do filólogo clássico alemão Carl Johannes Tycho Mommsen, irmão do historiador Christian Matthias Theodor Mommsen, vencedor do Prêmio Nobel de Literatura, em 1902.
Naturalizou-se brasileiro em data desconhecida.
Faleceu em Cândido Mendes, Maranhão, "na mais completa miséria", deixando uma esposa. Vitor Gonçalves Neto escreveu a respeito de sua morte que possivelmente: "morreu, talvez de fome".
Também era conhecido pelo seu nome aportuguesado: "Ludovico Chovenágua".

## Publicações
Escreveu para diversos jornais e periódicos brasileiros. Na Europa era sócio do jornal anti-semita de Berlim, Alemanha, Staatsbürgerzeitung.
Seu livro mais famoso é obra Antiga História do Brasil. De 1100 a.C. a 1500 d.C. Ela teve cinco edições, sendo a última em 2016, editada e organizada pela Academia Piauiense de Letras.